# جليل أباد (محمدية أردكان)
جلیل أباد (بالفارسية: جلیل‌آباد) هي قرية تقع في إيران في قسم محمدیة الريفي.